# Arthur John Arberry
Arthur John Arberry (geb. 12. Mai 1905 in Portsmouth; gest. 2. Oktober 1969 in Cambridge) war ein vielseitiger britischer Orientalist, der eine produktive Forschertätigkeit in den Sprachen Arabisch, Persisch sowie in der Islamwissenschaft entfaltete. 

## Leben und Wirken
Arthur John Arberry wurde 1905 in Portsmouth geboren. Seine Ausbildung erhielt er an der Portsmouth Grammar School und am Pembroke College in Cambridge. Seine Übersetzung des Korans ins Englische, The Koran Interpreted (Der Koran interpretiert), ist eine der prominentesten von einem nicht-muslimischen Gelehrten verfassten Koranübersetzungen, die auch universitär weite Anerkennung gefunden hat. Er war ein Schüler von Reynold A. Nicholson und befasste sich wie dieser mit der islamischen Mystik und erschloss verschiedene Schlüsseltexte des Sufismus für den englischsprachigen Leser, insbesondere den Dichter Rumi. Er beschäftigte sich auch mit der Katalogisierung von Beständen verschiedener Bibliotheken (Library of the India Office, Chester Beatty Library). Er lehrte an der Universität Cambridge und war Fellow des Pembroke College. Arberry war seit 1949 Mitglied der British Academy. Er starb im Oktober 1969 in Cambridge.

## Publikationen (Auswahl)
- Übersetzungen von Werken Muhammad Iqbals:
The Secrets of Selflessness (Die Geheimnisse des Selbst)
Javid Nama (Das Buch der Ewigkeit) (fand Aufnahme in der UNESCO-Sammlung repräsentativer Werke)
- The Koran Interpreted (Text bei Archive.org,  mit  nummerierten Versen)
- Muslim Saints and Mystics, A translation of episodes from the 'Tazkirat al-Awliya’ (Memorial of the Saints) originally written by Farid al-Din Attar.
- The Book of Truthfulness (Kitab al-Sidq) by Abu Sa'id al-Kharraz. Arabic text, edited and translated by A. J. Arberry. 1937. (Online)
- The Seven Odes
- An Introduction to the History of Sufism. The Sir Abdullah Suhrawardy Lectures for 1942 by Arthur J. Arberry.
- Omar Khayyam. A New Version based upon Recent Discoveries. London, John Murray, 1952
- Moorish Poetry: A Translation of 'The Pennants', an Anthology Compiled in 1243 by the Andalusian Ibn Sa'id, trans. by A. J. Arberry (Cambridge: Cambridge University Press, 1953),
- Mystical Poems of Rumi, Translated by A. J. Arberry, (University of Chicago Press, 2009)
- Oriental Essays. Portraits of Seven Scholars. Allen & Unwin, London, 1960 (mit Porträts von Simon Ockley, William Jones, E. W. Lane, E. H. Palmer, E. G. Browne, R. A. Nicholson und einer kurzen Autobiographie)
- Dun Karm, poet of Malta. Texts chosen and translated by A.J. Arberry; introduction, notes and glossary by P. Grech. Cambridge University Press 1961.
- Sufism. An Account of the Mystics of Islam. London, George Allen & Unwin., 1969
- Fifty Poems of Hafiz. University Press, Cambridge, 1970